# Чертков, Иван Александрович
Ива́н Алекса́ндрович Чертко́в (1924—2009) — командир 82-мм миномета 112-го гвардейского стрелкового полка 39-й гвардейской стрелковой дивизии, гвардии старший сержант, лейтенант запаса (1953), полный кавалер Ордена Славы.

## Биография
Иван Александрович Чертков родился 20 сентября 1924 года в селе Троицкое Усть-Пристанского района Алтайского края в семье крестьянина. Русский. Член КПСС с 1951 года. Окончил 10 классов. В РККА — с августа 1942 года. В действующей армии — с февраля 1943 года.
Командир 82-мм миномёта 112-го гвардейского стрелкового полка 39-й гвардейской стрелковой дивизии (8-я гвардейская армия) гвардии старший сержант Чертков И. А., со своим расчётом с 22 по 23 февраля 1945 года, в боях у города Познань (Польша) сразил свыше 10 гитлеровцев и подавил 5 пулеметных точек. 13 апреля 1945 года награждён Орденом Славы 3-й степени.
20 апреля 1945 года, при прорыве обороны противника на реки Одер, близ населенного пункта Эггерсдорф (37 км юго-западнее города Кюстрин, Германия — ныне Костшин-над-Одрой, Польша), расчёт Черткова истребил и рассеял около взвода гитлеровцев, подавил 3 пулемета и зенитную пушку. 15 мая 1945 года награждён Орденом Славы 2-й степени.
С 1 по 2 мая 1945 года, в сражении на улицах Берлина из миномета уничтожил с расчетом свыше 10 солдат, снайпера и подавил 2 пулемета. 15 мая 1946 года награждён Орденом Славы 1-й степени.
В 1947 году Чертков И. А. демобилизован. Вновь призван в Советскую Армию и лейтенантом (с 1953 года) уволен в запас в декабре 1953 года. В 1963 году окончил Московский инженерно-строительный институт. Жил в Москве. Работал директором техникума, директором учебно-методического комбината по подготовке рабочих кадров на производстве. Заслуженный работник жилищно-коммунального хозяйства СССР. Участник Парадов на Красной площади в Москве 9.5.1985 и 9.5.1995 в ознаменование 40-летия и 50-летия Победы в Великой Отечественной войне.
Умер 21 мая 2009 года. Похоронен на Троекуровском кладбище.

## Награды
- Орден Отечественной войны I степени[2].
- Орден Славы I степени (№ 1203)[3].
- Орден Славы II степени (№ 1492).[4]
- Орден Славы III степени (№ 45609)[5].
- Медаль «За отвагу»[6].
- Медаль «За победу над Германией в Великой Отечественной войне 1941—1945 гг.»[7].
- Медаль «За взятие Берлина»[8].
- Медали СССР.

## Память
Имя И. А. Черткова увековечено на Аллее Славы в г. Барнауле.